# Chiococca
Chiococca là một chi thực vật có hoa trong họ Thiến thảo (Rubiaceae).

## Hình ảnh

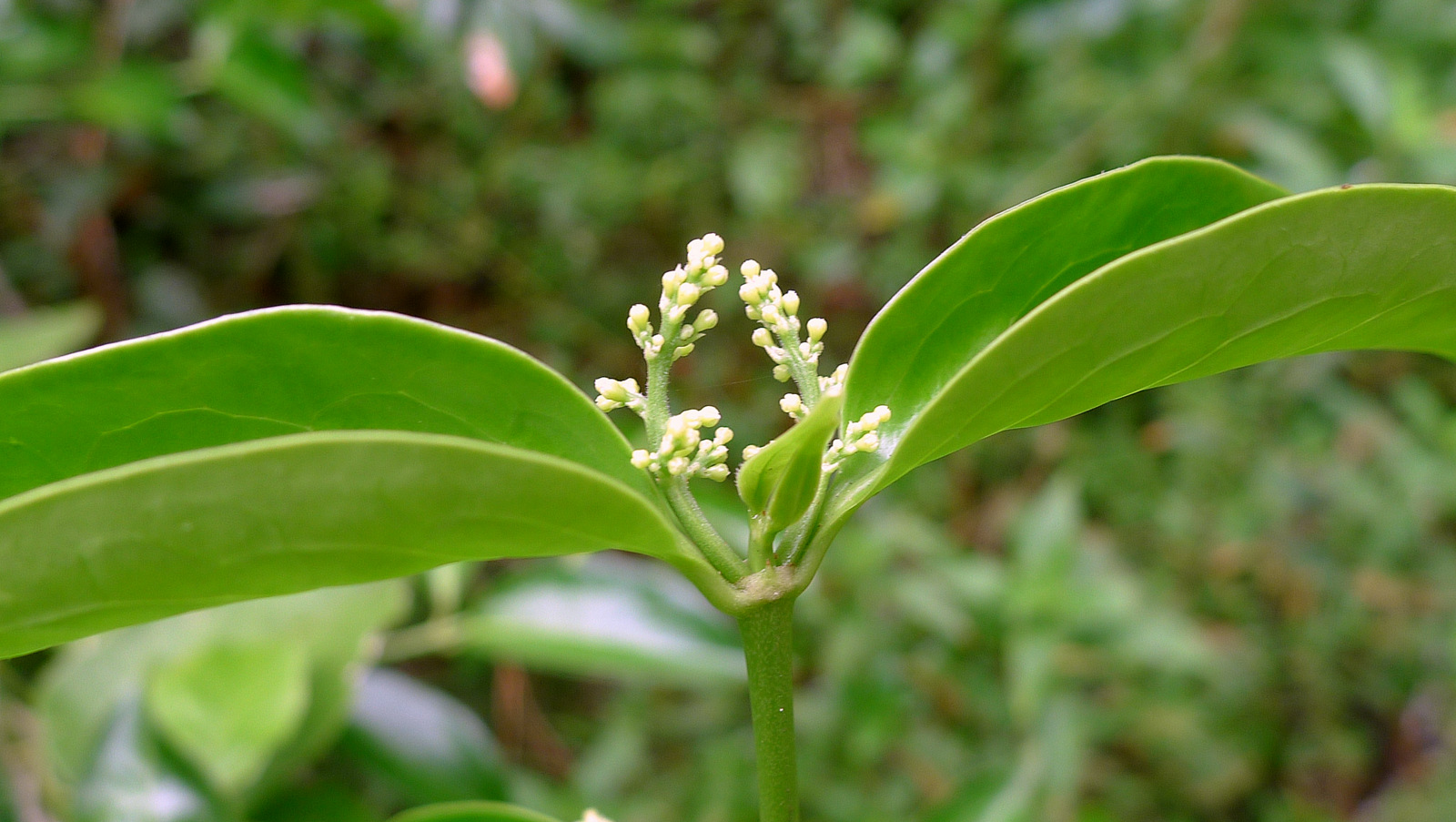
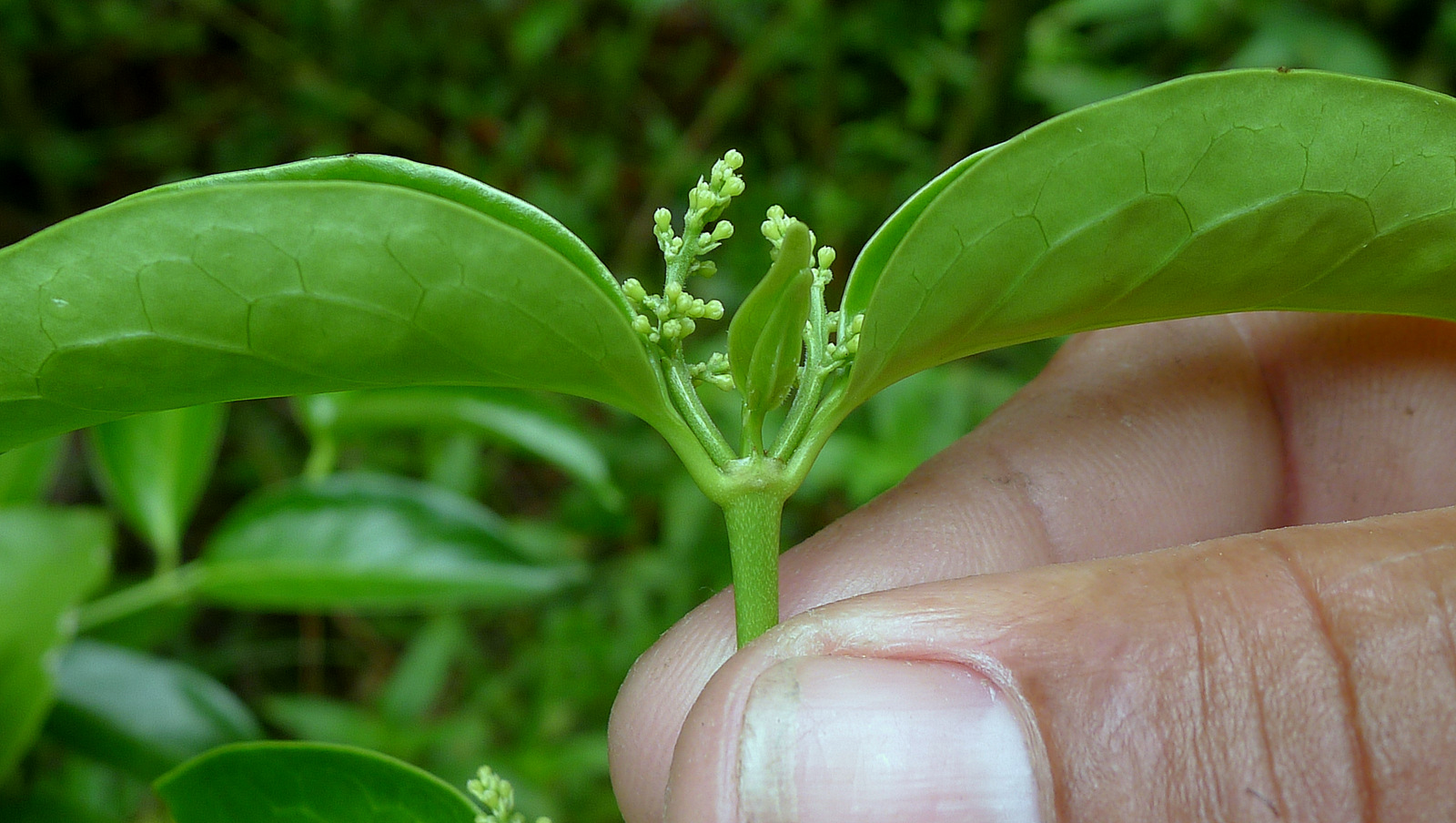
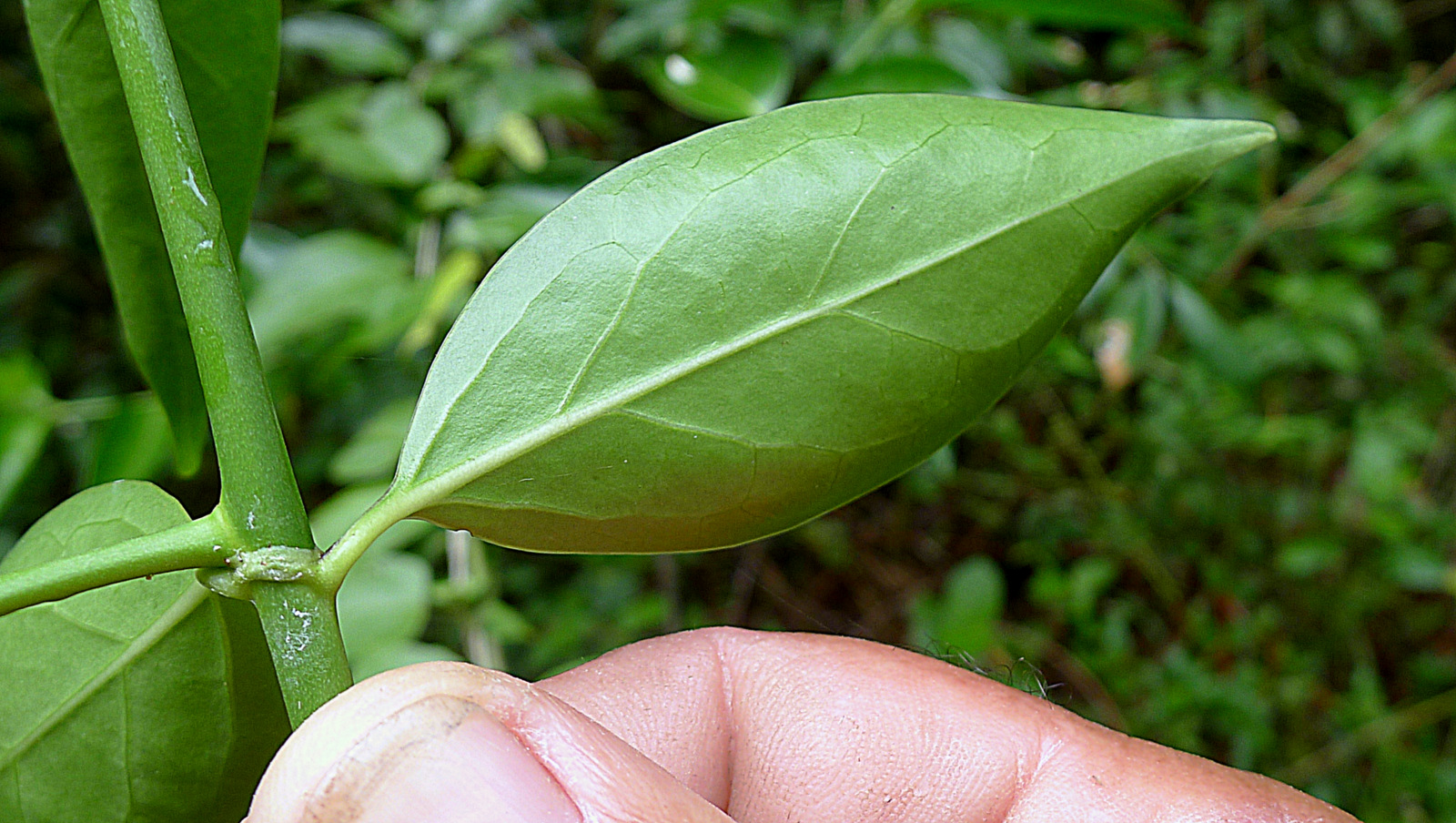
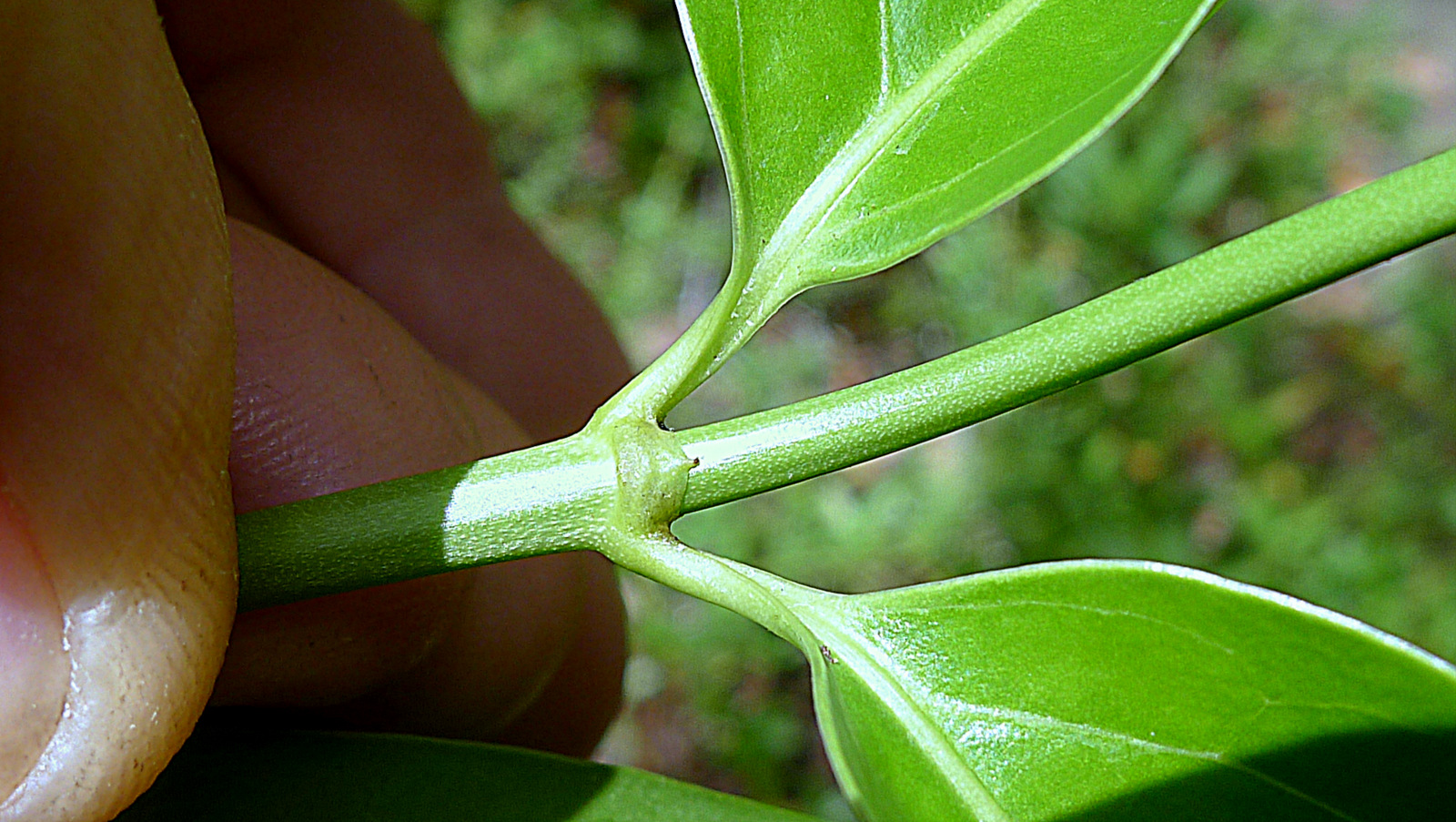

## Loài
Chi Chiococca gồm các loài: